# Lasioderma striola
Lasioderma striola is een keversoort uit de familie klopkevers (Anobiidae). De wetenschappelijke naam van de soort is voor het eerst geldig gepubliceerd in 1892 door Rey.